# テレビランド (芸能プロダクション)
株式会社テレビランドは芸能事務所。

## 概要
映像及びイベントの企画・製作・配給の他にタレントマネージメントも行っている。社長は東阪企画の元会長の澤田隆治。

## 所属タレント
- アントン・ウィッキー
- ナポレオンズ